# МТС (система единиц измерения)
Система единиц МТС (метр-тонна-секунда) была введена в СССР в 1933 году, но в 1955 году была заменена на МКГСС. 
МТС была построена на тех же принципах, что и СГС, но с использованием более крупных единиц. Считалось, что МТС будет использоваться в промышленности, в то время как СГС была ориентирована на использование в науке.

## Единицы измерения
- длина: метр.
- масса: тонна.
- время: секунда.
- сила: стен.
- энергия: килоджоуль.
- мощность: киловатт.
- давление: пьеза.